# Dysauxes ancilla
Dysauxes ancilla — вид метеликів з родини еребід (Erebidae).

## Поширення
Вид поширений в Південній і Центральній Європі, Малій Азії, Вірменії, на Кавказі та Уральських горах. Трапляється у теплих, сухих (ксеротермічних) місцевостях, таких як кам'янисті сонячні луки, вапнякові схили з кущами, виноградники, яри та кар'єри.

## Опис
Метелики досягають розмаху крил від 22 до 25 міліметрів. Вони мають вохристо-коричневі передні крила, на задній третині яких є дві-три більші білі крапки та одна маленька біла цятка. Задні крила самців також вохристо-коричневі, у самиць жовті з бурою облямівкою. Крім того, коли вони перебувають у стані спокою, вони трохи виступають під передніми крилами поруч із тілом, яке не повністю закрите крилами. У самців передні крила покривають і задні, і тулуб. Самці і самиці мають ниткоподібні вусики.
Гусениці темно-фіолетові з чорними, коричневими волосистими щетинками. Бічні смуги і другорядна лінія спини світло-жовті. Чорно-бура голова відносно невелика.
Лялечка коричневого кольору з коротким волоссям на спині. Кінець тупо закруглений.

## Спосіб життя
Личинки живляться листям кульбаби, жовтозілля, подорожника, салату.